# Cubanoptila poinari
Cubanoptila poinari là một loài Trichoptera hóa thạch trong họ Glossosomatidae.